# 格奧爾基·詹斐爾

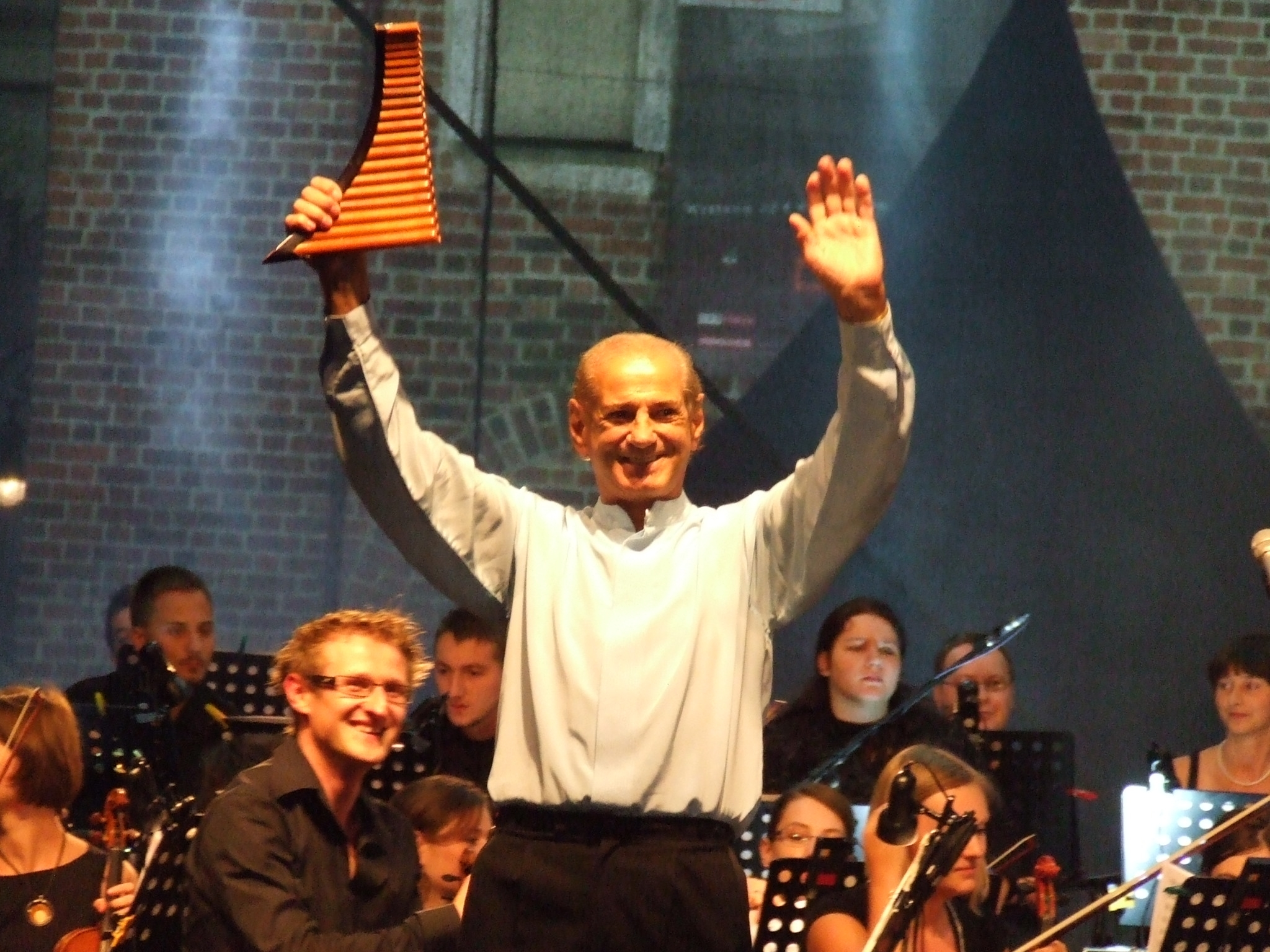
格奧爾基·詹斐爾（白衣黑褲者）於台上手持排簫，正在向聽眾舉手致意。

格奧爾基·詹斐爾（羅馬尼亞語：Gheorghe Zamfir，1941年4月6日—）是羅馬尼亞排簫音樂家。
詹斐爾以吹奏正常20管羅馬尼亞排簫的擴充版而聞名，通常擴充為22、25、28甚至到30管來增加音域，通過調整增加的吹管除了可以增加基音外，還可以額外獲得多達八個泛音。詹斐爾被世人譽為「排簫大師」。